# Royal Green Jackets
Il Royal Green Jackets o RGJ ("Reali Giacche Verdi" in inglese) è stato un reggimento di fanteria leggera dell'esercito britannico.

## Storia
L'unità venne creata nel gennaio del 1966 dalla fusione di tre reggimenti della disciolta Green Jackets Brigade (l'entità amministrativa che riuniva le unità di fanteria leggera inglesi): in particolare, il RGJ si componeva di tre battaglioni regolari creati rispettivamente dagli effettivi dell'Oxfordshire and Buckinghamshire Light Infantry, del King's Royal Rifle Corps e della Rifle Brigade (Prince Consort's Own), oltre a ulteriori due battaglioni di territoriali. Il RGJ e il reggimento The Light Infantry formavano la componente operativa della Light Division ("Divisione Leggera").
I battaglioni del RGJ furono assegnati in Irlanda del Nord per prendere parte ad operazioni contro i terroristi del PIRA durante gli eventi della guerra, oltre a prestare servizio in Germania con le forze britanniche assegnate alla NATO (British Army of the Rhine); negli anni novanta contingenti del Royal Green Jackets presero parte alle operazioni di pace britanniche in Bosnia e Kosovo, e uno dei battaglioni fu poi impiegato durante le fasi iniziali della guerra in Iraq nel 2003. Nell'ambito di un più vasto progetto di riorganizzazione dei reparti di fanteria britannici, il RGJ fu sciolto nel febbraio del 2007 e i suoi effettivi riassegnati al nuovo reggimento The Rifles.

## Membri noti
Tra i membri passati delle RGJ si trova anche Andy McNab, pseudonimo di un militare britannico poi passato allo Special Air Service e diventato scrittore di libri a soggetto militare come Pattuglia Bravo Two Zero, oltre che di romanzi di spionaggio.